# 20 Січня (станція метро)
40°24′14″ пн. ш. 49°48′27″ сх. д. / 40.40389° пн. ш. 49.80750° сх. д.
«20 Січня» (азерб. 20 Yanvar) — станція другої лінії Бакинського метрополітену Бакинського метрополітену, розташована між станціями «Іншаатчилар» і «Мемар Аджемі» і названа на честь подій, що відбулися в Азербайджані в ніч з 19 на 20 січня 1990 року — протесту СРСР проти Азербайджану через його виходу з Радянського Союзу. Раніше станція називалася «XI Гизил Орду Мейдани» (в перекладі «Площа 11-й Червоної Армії»).
Станція відкрита 31 грудня 1985 року в складі 9 кілометрового пускової ділянки «Елмляр Академіяси» — «Мемар Аджемі». 
Оздоблення станції — до стелі станції прикріплені прямокутні і круглі форми що чергуються. У круглих формах зображений герб республіки Азербайджан, в прямокутних розташовані тексти, пов'язані з подіями тієї ночі.
Вестибюлі — вихід у місто через підземні переходи на Тбіліський проспект.
Конструкція станції — колонна мілкого закладення